# Sint Anthonis
Sint Anthonis é um município dos Países Baixos, situado na província de Brabante do Norte. Tem 99,76 km² de área e sua população em 2020 foi estimada em 11.662 habitantes.